# 엘 데레초 데 나세르 (2001년 텔레노벨라)
《엘 데레초 데 나세르》(스페인어: El derecho de nacer)은 2001년 방영된 멕시코의 텔레노벨라이다.